# Lista światowego dziedzictwa UNESCO na Wyspach Salomona
Lista światowego dziedzictwa UNESCO na Wyspach Salomona – lista miejsc na Wyspach Salomona wpisanych na listę światowego dziedzictwa UNESCO, ustanowionej na mocy Konwencji w sprawie ochrony światowego dziedzictwa kulturowego i naturalnego, przyjętej przez UNESCO na 17. sesji w Paryżu 16 listopada 1972 i ratyfikowanej przez Wyspy Salomona 10 czerwca 1992 roku.
Obecnie (stan na 2022 rok) na liście znajduje się 1 obiekt o charakterze przyrodniczym.
Na liście informacyjnej UNESCO – liście obiektów, które Wyspy Salomona zamierzają rozpatrzyć do zgłoszenia do wpisu na listę światowego dziedzictwa – znajdują się 2 obiekty (stan na 2022 rok).

## Obiekty na liście światowego dziedzictwa UNESCO
Poniższa tabela przedstawia obiekty na liście światowego dziedzictwa UNESCO należące do Wysp Salomona:
Nr ref. – numer referencyjny UNESCO
Obiekt – polskie tłumaczenie nazwy wpisu na liście wraz z jej angielskim oryginałem
Położenie – miasto, prowincja; współrzędne geograficzne
Typ – klasyfikacja według Komitetu Światowego Dziedzictwa:
- kulturowe (K)
- przyrodnicze (P)
- kulturowo-przyrodnicze (K,P)

Rok wpisu – roku wpisu na listę i rozszerzenia wpisu
Opis – krótki opis obiektu wraz z informacjami o jego zagrożeniu
     † zagrożone
| Nr ref. | Obiekt                        | Zdjęcie | Położenie                                                                    | Typ    | Rok  | Opis |
| ------- | ----------------------------- | ------- | ---------------------------------------------------------------------------- | ------ | ---- | --- |
| 854     | Wschodni Rennell East Rennell |         | Prowincja Rennell i Bellona 11°38′03,2″S 160°12′54,3″E/-11,634222 160,215083 | P (ix) | 1998 | East Rennell stanowi południową część Wyspy Rennell, najbardziej wysuniętego na południe atolu należącego do Wysp Salomona. Rennell mierzy 86 km długości oraz 15 km szerokości i jest drugim co do wielkości wyniesionym atolem koralowym na świecie. Główną cechą wyspy jest jezioro Tegano, którego powierzchnia wynosi 15 500 ha. W 2013 roku został uznany za obiekt zagrożony. |

## Obiekty na liście informacyjnej UNESCO
Poniższa tabela przedstawia obiekty wpisane na listę informacyjną UNESCO należące do Wysp Salomona:
Nr ref. – numer referencyjny UNESCO
Obiekt – polskie tłumaczenie nazwy wpisu na liście informacyjnej wraz z jej angielskim oryginałem
Położenie – miasto, prowincja; współrzędne geograficzne
Typ – klasyfikacja według Komitetu Światowego Dziedzictwa:
- kulturowe (K)
- przyrodnicze (P)
- kulturowo-przyrodnicze (K,P)

Rok wpisu – roku wpisu na listę informacyjną
Opis – krótki opis obiektu wraz z informacjami o jego zagrożeniu
| Nr ref. | Obiekt                                                                                                | Zdjęcie | Położenie                                                                                                 | Typ                                 | Rok  | Opis |
| ------- | --- | ------- | --- | ----------------------------------- | ---- | --- |
| 5414    | Kompleks Marovo – Tetepare Marovo – Tetepare Complex                                                  |         | Prowincja Zachodnia 8°29′00″S 158°04′00″E/-8,483333 158,066667 8°43′00″S 157°33′00″E/-8,716667 157,550000 | K, P (iii)(v)(vi)(vii)(viii)(ix)(x) | 2008 | Powierzchnia laguny wynosi 700 km². Jest to największa słonawowodna laguna na świecie. Zidentyfikowano tutaj ok. 1500 gatunków ryb. Tetepare jest największą bezludną wyspą w rejonie południowego Pacyfiku. Jest niezamieszkała od ok. 150 lat. |
| 5416    | Tropikalne lasy deszczowe – dziedzictwo Wysp Salomona Tropical Rainforest Heritage of Solomon Islands |         | Prowincje: Makira-Ulawa, Zachodnia, Choiseul oraz Guadalcanal 7°55′48″S 157°55′48″E/-7,930000 157,930000  | P (vii)(ix)(x)                      | 2008 | Ekoregion obejmujący większość archipelagu Wysp Salomona. Wyspy porastają głównie lasy deszczowe. Zidentyfikowano tutaj 47 gatunków ssaków (w tym 26 endemitów), 163 gatunki ptaków (z czego 72 to endemity) oraz 4500 gatunków roślin.          |